# La Fourmigue (golfe Juan)
Pour les articles homonymes, voir Fourmigue.
La Fourmigue est un récif de France situé dans la mer Méditerranée, au large de Cannes et de Vallauris, entre le cap d'Antibes et les îles de Lérins.

## Présentation
C'est un ensemble de rochers à l'entrée du golfe Juan, à environ 2,4 kilomètres de la pointe Fourcade au nord-ouest, 3 kilomètres du cap d'Antibes à l'est et 2,6 kilomètres des îles de Lérins au sud-ouest. Il est équipé d'une balise automatique destinée à le signaler.
À ses pieds à quelques mètres de profondeur se trouvent les vestiges des décors qui auraient dû servir au tournage du film L'Enfant et la Sirène à la fin des années 1960,.